# Boris Babic
Boris Babic (ur. 10 listopada 1997 w Walenstadt) – szwajcarski piłkarz pochodzenia serbskiego występujący na pozycji napastnika w szwajcarskim klubie FC Sankt Gallen.

## Kariera klubowa

### FC Sankt Gallen
W 2014 dołączył do akademii FC Sankt Gallen. Zadebiutował 10 grudnia 2016 w meczu Swiss Challenge League przeciwko FC Basel (1:0). Pierwszą bramkę zdobył 13 sierpnia 2017 w meczu Pucharu Szwajcarii przeciwko FC Baden (3:8). Pierwszą bramkę w lidze zdobył 25 sierpnia 2019 w meczu przeciwko FC Lugano (3:2). W sezonie 2019/20 jego zespół zajął drugie miejsce w tabeli zdobywając wicemistrzostwo Szwajcarii.

### FC Biel-Bienne
6 lipca 2015 został wysłany na wypożyczenie do klubu FC Biel-Bienne. Zadebiutował 26 sierpnia 2015 w meczu Swiss Challenge League przeciwko FC Winterthur (5:1).

### FC Vaduz
16 marca 2018 udał się na wypożyczenie do drużyny FC Vaduz. Zadebiutował 2 kwietnia 2018 w meczu Swiss Challenge League przeciwko FC Chiasso (1:6). 2 maja 2018 wystąpił w finale Pucharu Liechtensteinu przeciwko FC Balzers (3:0) i zdobył trofeum. 11 lipca 2018 zadebiutował w kwalifikacjach do Ligi Europy w meczu przeciwko Lewski Sofia (1:0). W sezonie 2018/19 jego zespół ponownie zdobył Puchar Liechtensteinu.

## Kariera reprezentacyjna

### Szwajcaria U-15
W 2012 roku otrzymał powołanie do reprezentacji Szwajcarii U-15. Zadebiutował 21 marca 2012 w meczu towarzyskim przeciwko reprezentacji Szkocji U-15 (1:2), w którym zdobył swoją pierwszą bramkę.

### Szwajcaria U-16
W 2012 roku otrzymał powołanie do reprezentacji Szwajcarii U-16. Zadebiutował 4 września 2012 w meczu towarzyskim przeciwko reprezentacji Włoch U-16 (3:1), w którym zdobył swoją pierwszą bramkę.

### Szwajcaria U-17
W 2014 roku otrzymał powołanie do reprezentacji Szwajcarii U-17. Zadebiutował 26 marca 2014 w meczu eliminacji do Mistrzostw Europy U-17 2014 przeciwko reprezentacji Walii U-17 (1:0), w którym zdobył swoją pierwszą bramkę. W 2014 otrzymał powołanie na Mistrzostwa Europy U-17 2014. Na Euro U-17 2014 zadebiutował 9 maja 2014 w meczu przeciwko reprezentacji Niemiec U-17 (1:1), w którym zdobył bramkę.

### Szwajcaria U-18
W 2014 roku otrzymał powołanie do reprezentacji Szwajcarii U-18. Zadebiutował 2 września 2014 w meczu towarzyskim przeciwko reprezentacji Szwecji U-18 (2:2). Pierwszą bramkę zdobył 30 września 2014 w meczu towarzyskim przeciwko reprezentacji Węgier U-18 (3:0).

### Szwajcaria U-19
W 2015 roku otrzymał powołanie do reprezentacji Szwajcarii U-19. Zadebiutował 1 września 2015 w meczu towarzyskim przeciwko reprezentacji Portugalii U-19 (1:1). Pierwszą bramkę zdobył 27 kwietnia 2016 w meczu towarzyskim przeciwko reprezentacji Luksemburga U-19 (2:0).

## Statystyki

### Klubowe
(aktualne na dzień 6 marca 2021)
| Klub                  | Sezon              | Liga                   | Liga  | Liga   | Puchar kraju | Puchar kraju | Europa | Europa | Suma  | Suma   |
| Klub                  | Sezon              | Liga                   | Mecze | Bramki | Mecze        | Bramki       | Mecze  | Bramki | Mecze | Bramki |
| --------------------- | ------------------ | ---------------------- | ----- | ------ | ------------ | ------------ | ------ | ------ | ----- | ------ |
| FC Biel-Bienne (wyp.) | 2015/16            | Swiss Challenge League | 2     | 0      | 0            | 0            | –      | –      | 2     | 0      |
| FC Biel-Bienne (wyp.) | Ogólnie            | Ogólnie                | 2     | 0      | 0            | 0            | 0      | 0      | 2     | 0      |
| FC Sankt Gallen       | 2016/17            | Swiss Super League     | 5     | 0      | 0            | 0            | –      | –      | 5     | 0      |
| FC Sankt Gallen       | 2017/18            | Swiss Super League     | 7     | 0      | 3            | 1            | –      | –      | 10    | 1      |
| FC Sankt Gallen       | Ogólnie            | Ogólnie                | 12    | 0      | 3            | 1            | 0      | 0      | 15    | 1      |
| FC Vaduz (wyp.)       | 2017/18            | Swiss Challenge League | 9     | 0      | 1            | 0            | 0      | 0      | 10    | 0      |
| FC Vaduz (wyp.)       | 2018/19            | Swiss Challenge League | 17    | 0      | 2            | 0            | 3      | 0      | 22    | 0      |
| FC Vaduz (wyp.)       | Ogólnie            | Ogólnie                | 26    | 0      | 3            | 0            | 3      | 0      | 32    | 0      |
| FC Sankt Gallen       | 2019/20            | Swiss Super League     | 19    | 7      | 1            | 0            | –      | –      | 20    | 7      |
| FC Sankt Gallen       | 2020/21            | Swiss Super League     | 20    | 1      | 0            | 0            | 0      | 0      | 20    | 1      |
| FC Sankt Gallen       | Ogólnie            | Ogólnie                | 39    | 8      | 1            | 0            | 0      | 0      | 40    | 8      |
| Ogólnie w karierze    | Ogólnie w karierze | Ogólnie w karierze     | 79    | 8      | 7            | 1            | 3      | 0      | 89    | 9      |

### Reprezentacyjne
| Reprezentacja   | Rok     | Mecze | Bramki |
| --------------- | ------- | ----- | ------ |
| Szwajcaria U-15 |         |       |        |
| 2012            | 2       | 1     |        |
| Ogólnie         | Ogólnie | 2     | 1      |
| Szwajcaria U-16 |         |       |        |
| 2012            | 1       | 1     |        |
| 2013            | 2       | 0     |        |
| Ogólnie         | Ogólnie | 3     | 1      |
| Szwajcaria U-17 |         |       |        |
| 2014            | 6       | 2     |        |
| Ogólnie         | Ogólnie | 6     | 2      |
| Szwajcaria U-18 |         |       |        |
| 2014            | 5       | 2     |        |
| 2015            | 4       | 0     |        |
| Ogólnie         | Ogólnie | 9     | 2      |
| Szwajcaria U-19 |         |       |        |
| 2015            | 2       | 0     |        |
| 2016            | 4       | 1     |        |
| Ogólnie         | Ogólnie | 6     | 1      |

| Mecze i gole w reprezentacji | Mecze i gole w reprezentacji | Mecze i gole w reprezentacji | Mecze i gole w reprezentacji | Mecze i gole w reprezentacji | Mecze i gole w reprezentacji | Mecze i gole w reprezentacji | Mecze i gole w reprezentacji |
| Szwajcaria U-15              | Szwajcaria U-15              | Szwajcaria U-15              | Szwajcaria U-15              | Szwajcaria U-15              | Szwajcaria U-15              | Szwajcaria U-15              | Szwajcaria U-15              |
| Lp.                          | Data                         | Miejsce                      | Gospodarz                    | Gość                         | Wynik                        | Gol                          | Rozgrywki                    |
| ---------------------------- | ---------------------------- | ---------------------------- | ---------------------------- | ---------------------------- | ---------------------------- | ---------------------------- | ---------------------------- |
| 1.                           | 21.03.2012                   | Sacile                       | Szkocja U-15                 | Szwajcaria U-15              | 1:2                          | Gol                          | Mecz towarzyski              |
| 2.                           | 23.03.2012                   | Pordenone                    | Szwajcaria U-15              | Włochy U-15                  | 0:2                          |                              | Mecz towarzyski              |
| Szwajcaria U-16              |                              |                              |                              |                              |                              |                              |                              |
| Lp.                          | Data                         | Miejsce                      | Gospodarz                    | Gość                         | Wynik                        | Gol                          | Rozgrywki                    |
| 1.                           | 04.09.2012                   | Meyrin                       | Szwajcaria U-16              | Włochy U-16                  | 3:1                          | Gol                          | Mecz towarzyski              |
| 2.                           | 21.05.2013                   | Telki                        | Słowenia U-16                | Szwajcaria U-16              | 1:2                          |                              | Mecz towarzyski              |
| 3.                           | 24.05.2013                   | Telki                        | Węgry U-16                   | Szwajcaria U-16              | 0:4                          |                              | Mecz towarzyski              |
| Szwajcaria U-17              |                              |                              |                              |                              |                              |                              |                              |
| Lp.                          | Data                         | Miejsce                      | Gospodarz                    | Gość                         | Wynik                        | Gol                          | Rozgrywki                    |
| 1.                           | 26.03.2014                   | Kazań                        | Szwajcaria U-17              | Walia U-17                   | 1:0                          | Gol                          | el. ME U-17 2014             |
| 2.                           | 31.03.2014                   | Kazań                        | Szwajcaria U-17              | Hiszpania U-17               | 1:0                          |                              | el. ME U-17 2014             |
| 3.                           | 17.04.2014                   | Varde                        | Dania U-17                   | Szwajcaria U-17              | 2:3                          |                              | Mecz towarzyski              |
| 4.                           | 09.05.2014                   | Xewkija                      | Niemcy U-17                  | Szwajcaria U-17              | 1:1                          | Gol                          | ME U-17 2014                 |
| 5.                           | 12.05.2014                   | Paola                        | Szwajcaria U-17              | Portugalia U-17              | 0:1                          |                              | ME U-17 2014                 |
| 6.                           | 15.05.2014                   | Paola                        | Szwajcaria U-17              | Szkocja U-17                 | 1:3                          |                              | ME U-17 2014                 |
| Szwajcaria U-18              |                              |                              |                              |                              |                              |                              |                              |
| Lp.                          | Data                         | Miejsce                      | Gospodarz                    | Gość                         | Wynik                        | Gol                          | Rozgrywki                    |
| 1.                           | 02.09.2014                   | Hofors                       | Szwecja U-18                 | Szwajcaria U-18              | 2:2                          |                              | Mecz towarzyski              |
| 2.                           | 04.09.2014                   | Gävle                        | Szwecja U-18                 | Szwajcaria U-18              | 0:1                          |                              | Mecz towarzyski              |
| 3.                           | 30.09.2014                   | Fryburg                      | Szwajcaria U-18              | Węgry U-18                   | 3:0                          | Gol                          | Mecz towarzyski              |
| 4.                           | 02.10.2014                   |                              | Szwajcaria U-18              | Węgry U-18                   | 2:1                          |                              | Mecz towarzyski              |
| 5.                           | 05.11.2014                   | Tubize                       | Belgia U-18                  | Szwajcaria U-18              | 1:2                          | Gol                          | Mecz towarzyski              |
| 6.                           | 26.03.2015                   | Burton upon Trent            | Anglia U-18                  | Szwajcaria U-18              | 1:0                          |                              | Mecz towarzyski              |
| 7.                           | 28.03.2015                   | Walsall                      | Anglia U-18                  | Szwajcaria U-18              | 6:1                          |                              | Mecz towarzyski              |
| 8.                           | 21.04.2015                   | Rapperswil-Jona              | Szwajcaria U-18              | Serbia U-18                  | 1:1                          |                              | Mecz towarzyski              |
| 9.                           | 23.04.2015                   | Rapperswil-Jona              | Szwajcaria U-18              | Serbia U-18                  | 3:1                          |                              | Mecz towarzyski              |
| Szwajcaria U-19              |                              |                              |                              |                              |                              |                              |                              |
| Lp.                          | Data                         | Miejsce                      | Gospodarz                    | Gość                         | Wynik                        | Gol                          | Rozgrywki                    |
| 1.                           | 01.09.2015                   | Vila Real de Santo António   | Portugalia U-19              | Szwajcaria U-19              | 1:1                          |                              | Mecz towarzyski              |
| 2.                           | 03.09.2015                   | Vila Real de Santo António   | Portugalia U-19              | Szwajcaria U-19              | 2:0                          |                              | Mecz towarzyski              |
| 3.                           | 09.03.2016                   | Lozanna                      | Szwajcaria U-19              | Ukraina U-19                 | 3:0                          |                              | Mecz towarzyski              |
| 4.                           | 15.03.2016                   | Triesen                      | Liechtenstein U-19           | Szwajcaria U-19              | 0:2                          |                              | Mecz towarzyski              |
| 5.                           | 30.03.2016                   | Padwa                        | Izrael U-19                  | Szwajcaria U-19              | 2:0                          |                              | el. ME U-19 2016             |
| 6.                           | 27.04.2016                   | Muttenz                      | Szwajcaria U-19              | Luksemburg U-19              | 2:0                          | Gol                          | Mecz towarzyski              |

## Sukcesy

### FC Vaduz
- Puchar Liechtensteinu (2×): 2017/2018, 2018/2019

### FC Sankt Gallen
- Wicemistrzostwo Szwajcarii (1×): 2019/2020